# Nomada palmeni
Nomada palmeni är en biart som beskrevs av Morawitz 1888. Nomada palmeni ingår i släktet gökbin, och familjen långtungebin. Inga underarter finns listade i Catalogue of Life.